# Chiesa di Santa Maria delle Grazie (Magione)
La chiesa di Santa Maria delle Grazie è un luogo di culto cattolico, posto nella parte centrale e storica di Magione della provincia di Perugia e arcidiocesi di Perugia-Città della Pieve la cui edificazione è documentata già dal 1209.
La chiesa conserva l'affresco raffigurante Madonna del latte risalente al Trecento.

## Storia
Un piccolo edificio di culto ha una storia molto antica, documentata già dal 1209, quando la località si chiamava ancora Pian di Carpine, inserito accanto ai locali dell'hospitale, luogo di accoglienza e ristoro per quanti si recavano in pellegrinaggio in Terra santa, gestito dai monaci basiliani che ne aveva il convento. 
La chiesa risulta elencata nel catalogo conservato nell'archivio del monastero di San Pietro “Fraternitas Sancte Marie de Plano Carpinis” del 1350 delle chiese poste sul territorio della diocesi perugina.
Nel Trecento vi è documentata sul territorio la formazione di due confraternite, una femminile: “fraternitas Sancte Marie de Mulieribus”, e un'altra maschile: “fraternitas Sancte Marie Piscatorum”, detta “dei pescatori” perché posta in prossimità del lago Trasimeno, e accanto a loro un ospedale che doveva dare assistenza ai più poveri in quanto già presente quello presso la chiesa di San Giovanni Battista. Sarà proprio quando il territorio risulta contagiato nel 1347 dalla peste che l'ospedale divenne di grande importanza sul territorio. 

Documentati sono i numerosi lasciti testamentari tra i quali quello di Biagio di Betto di Serpollo che nell'anno santo del 1350 decise di andare a Roma sulla tomba di san Pietro e che temendo di morire lungo il viaggio, aveva lasciato 5 lire all'ospedale per i più bisognosi. Questo, e i molti altri lasciti permisero la costruzione della chiesa in forma maggiore di quello che doveva essere solo un'edicola, come indicato nel lascito del 6 agosto 1371 di un certo Ventura di Detto e quello destinato alla costruzione di una nuova chiesa di un fiorino d'oro, intorno alle 4 lire di denari che riporta la scritta «in operibus domus maiestatis Sancte Marie de villa Planicarpinis». Del medesimo anno è la realizzazione dell'affresco. Dopo il 1380 la località fu oggetto di devastazione che però non portarono danno alla struttura di culto.
Non vi sono fonti che testimoniano come si presentava la chiesa trecentesca, sono invece presenti descrizioni negli inventari del Cinquecento. Il notaio Giovanni Maria del fu Serafino il 10 settembre 1582 stilò il primo inventario su incarico dei sindaci della comunità di Montecolognola e di Andrea di Bartolomeo e Battista di Bartolo di Fasso amministratori degli enti assistenziali che gestivano l'ospedale. Un ulteriore inventario risale al 25 marzo 1590 quando su incarico dei priori della chiesa Giuliano di Costanzo di Morello e Paolo di Paolo, fu dato l'incarico al notaio Lorenzo Giacobazzi in quale stilò il documento con i testimoni Ercolano di Paolo di Brizio e Agostino
di Costanzo di Morello. Dai documenti si deduce che vi erano ambienti dedicati ad accogliere i pellegrini e altri dedicati all'ospedale composto da quattro fabbricati che si affacciavano su di un chiostro. Nel primo documento risulta che l'edificio di culto fosse dedicato a san Clemente mentre nella relazione della visita pastorale del vescovo Napoleone Comitoli del 1593 «Madonna nuncupata hospitalis ville Mansionis». la relazione evidenzia che vi erano due cappelle di cui una dedicata alla Madonna con altare in pietra dove era posta la pietra sacra in marmo bianco a destra dell'ingresso. La pala d'altare raffigurata la Madonna con santi. La cappella era chiusa da una cancellata lignea. L'altra posta corrispondente era intitolata a san Rocco, con altare in pietra completo della statua del santo. Questo indossava una casacca bianca damascata. Nel 1645 la comunità chiese al vescovo di rimodernare l'edificio, lavori che portarono all'aggiunta di ulteriori altari dedicati ai santi Michele Arcangelo, Antonio, Carlo Borromeo, Clemente e Rocco i laterali, e l'altare maggiore alla Madonna dove fu posto l'affresco della Madonna delle Grazie eseguito nel 1371.
Il Settecento vide l'edificio oggetto di nuovi restauri e la costruzione della torre campanaria sui resti di un'antica torre armigera nel 1720 e la consacrazione il 9 maggio 1943 da parte del vescovo Francesco Riccardo Ferniani, come riportato sulla lapide posta nella zona del presbiterio. Nel 1830 furono chiusi gli ingressi in facciata del Seicento e la ricostruzione dell'unico portale. La fine del Settecento vide il grave danno che le truppe francesi avevano fatto all'interno della chiesa con la distruzione di parte degli affreschi oltre alla scia di sangue che lasciavano al loro passaggio. I danni agli affreschi si sono resi ben visibili nei restauri del Novecento.
Nel 1950 l'edificio fu restaurato a opera del Genio Civile. La reliquie di san Clemente I conservate in un altare sono state spostate nella chiesa parrocchiale di san Giovanni.

## Descrizione

### Esterno
L'edificio in mattoni rossi, è preceduto da un breve sagrato con pavimentazione in cemento. Il portale centrale è completo di timpano semicircolare sorretto da piccole mensole. Due nicchie vuote sono poste lateralmente che ospitano nella parte superiore due aperture atte a illuminare l'aula. Le doppie lesene in pietra laterali complete di capitelli, reggono la trabeazione dove si appoggia il frontone con il timpano triangolare.

### Interno
L'interno a unica navata divisa in quattro campate da tre arconi che poggiano sul cornicione sorretto da paraste.
Il presbiterio è a pianta quadrata preceduta dall'arco trionfale datato 1965. La parte ospita anche due altari laterali e la copertura con volta a botte affrescata. L'aula è illuminata da tre finestre per lato. 
La chiesa conserva come pala d'altare del presbiterio l'affresco raffigurante la Madonna allattante «Virgo lactans» datato 1371.